# Savakabuda

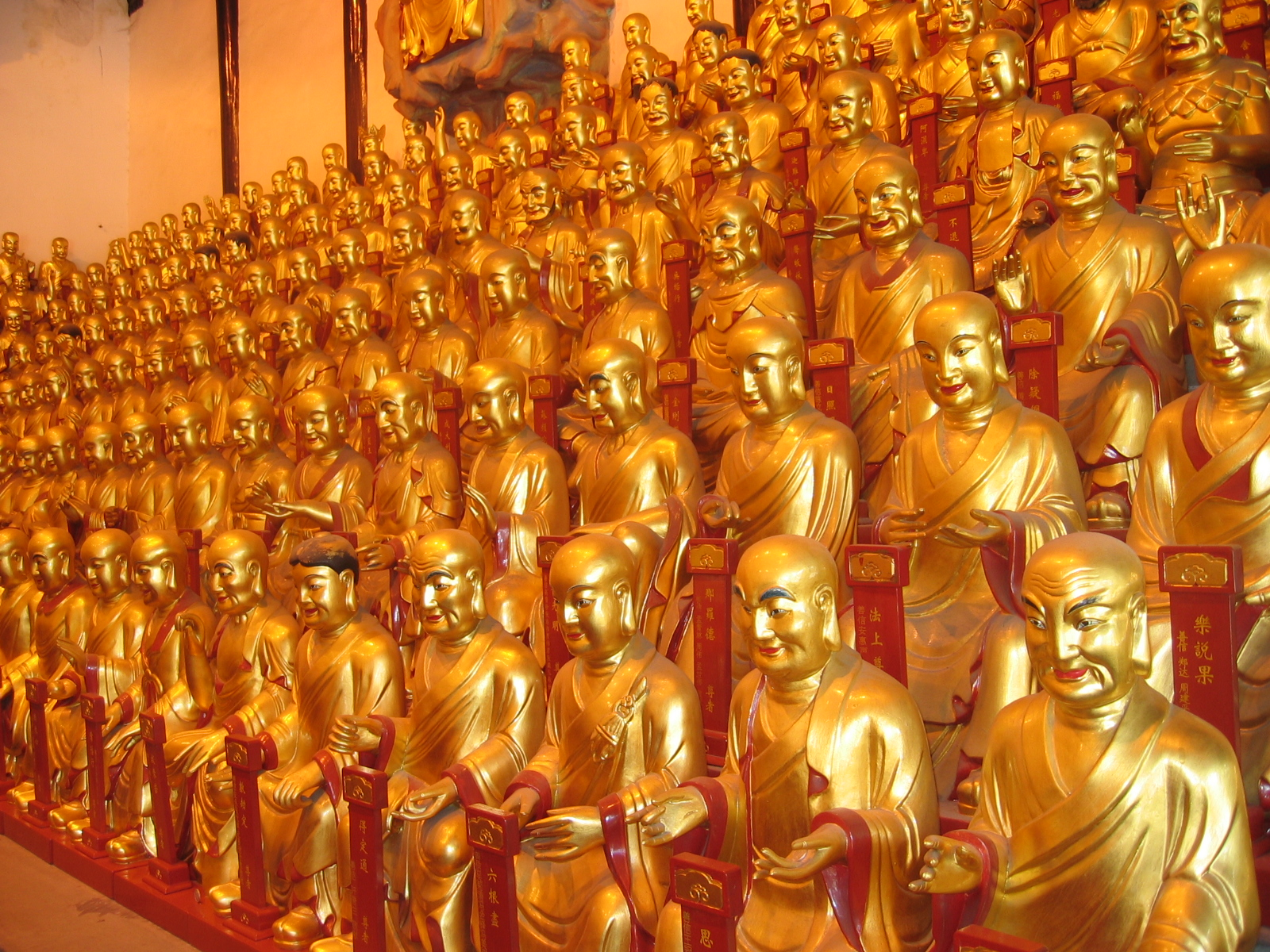
Estatuas de los 500 arhat del templo de Longhua, en Shanghái, China

Sāvakabuda (en idioma Pāli) es un término poco utilizado en budismo, que identifica a los discípulos de Buda como Budas.
Estos discípulos son aquellos iluminados que han llegado al nirvana, escuchando el dharma que inicialmente enseñaba alguien que poseía la budeidad (un Samyaksambuda o Sammasambuda). También pueden conducir a otros a la iluminación, pero no pueden enseñar Dharma en un mundo en el que haya sido olvidada, porque dependen de una tradición que retrotrae a Sammasambuda.

## Etimología
Sravaka (Śrāvaka), en pali: Sāvaka) significa literalmente ‘uno que escucha’, por ejemplo, un budista que sigue el camino de la iluminación siguiendo las indicaciones de aquello que escucha de boca de otros.

## Uso
Cuando se utiliza el término Savakabuda, se refiere al tercer «tipo de Budas», tras Sammasambuda y Pratyekabuda. El término no es muy conocido y se utiliza en los comentarios del Theravada y no en las escrituras del Canon Pali.